# Вишневец (Тернопольская область)
Ви́шневец (укр. Вишнівець) — посёлок в Кременецком районе Тернопольской области Украины. Административный центр Вишневецкой поселковой общины.

## Географическое положение
Посёлок Вишневец находится на левом берегу реки Горынь, выше по течению примыкает село Загородье, ниже по течению примыкает село Лозы, на противоположном берегу — сёла Старый Вишневец и Федьковцы. Через посёлок проходят автомобильные дороги М-19 (E 85) и Т-2009.

## История
Первое упоминание о Вишневце датируется 1395 годом. Вишневец был родовым гнездом литовско-русского рода Вишневецких (потомков великого князя литовского Ольгерда), фамилия которых происходит от этого населённого пункта, и центром Вишневецкого удельного княжества.
Вскоре после начала Великой Отечественной войны селение было оккупировано наступавшими немецкими войсками.
12 июля 1941 года украинской полицией были убиты 35 евреев, 30 июля 1941 года было расстреляно около 400 мужчин-евреев, 4 сентября были убиты 146 евреев. В марте 1942 года в поселке было создано гетто, куда доставили евреев из соседних деревень. 11 августа 1942 года в гетто было уничтожено примерно две с половиной тысячи евреев. Несколько сотен евреев скрывались и были убиты в течение последующего месяца.
21 февраля 1944 года на посёлок напал отряд УПА и убил около 300 поляков в местном костёле, в основном женщин и детей. Накануне была организована резня в Лановцах, когда при попытке эвакуации из Лановцев в Вишневец было убито 129 человек.
В 1960 году селу присвоен статус посёлок городского типа.

## Население
В январе 1989 года численность населения составляла 4001 человек.
По состоянию на 1 января 2013 года численность населения составляла 3389 человек.

### Языковой состав
Родной язык населения по данным переписи 2001 года:
| Язык       | Численность, чел. | Доля     |
| ---------- | ----------------- | -------- |
| Украинский | 3 441             | 99,19 %  |
| Другое     | 28                | 0,81 %   |
| Итого      | 3 469             | 100,00 % |

## Экономика
- ОАО «Вишневецкий сырзавод» (закрыт).
- ОАО «Вишневецкая „Агропромтехника“».
- Кирпичный завод (закрыт).

## Объекты социальной сферы
- Школа.
- Детский сад.
- Детско-юношеская спортивная школа.
- Музыкальная школа.
- Больница.

## Достопримечательности
- Архитектурные достопримечательности Вишневца включают в себя сильно перестроенный замок, а также дворец и парк, построенные Вишневецкими в XVIII веке, и Вознесенскую замковую церковь (сохранилась до наших дней), которая была построена в 1530 году как родовая усыпальница.
- Братская могила советских воинов.

- Дворец Вишневецких
- Дворец Вишневецких
- Воскресенская церковь
- Церковь Рождества Пресвятой Богородицы
- Центральный корпус дворца Вишневецких

## Известные уроженцы
- Ордановский, Александр Яковлевич (1901—1945) — советский военачальник, полковник.